# Bocula
Bocula là một chi bướm đêm thuộc họ Noctuidae.

## Các loài
- Bocula anticlina Holloway, 2005
- Bocula bifaria Walker, 1863
- Bocula bimaculata (Snellen, 1880)
- Bocula brunneata Warren, 1912
- Bocula calthula Swinhoe, 1906
- Bocula caradrinoides Guenée, 1852
- Bocula diasticta Hampson, 1926
- Bocula diffisa (Swinhoe, 1890)
- Bocula divergens Prout, 1926
- Bocula erota Swinhoe, 1901
- Bocula gaedei Draudt, 1950
- Bocula hedleyi Holloway, 2005
- Bocula heliothina Hampson, 1926
- Bocula horus (Fawcett, 1916)
- Bocula ichthyuropis Hampson, 1926
- Bocula inconclusa (Walker, 1862)
- Bocula lamottei D. S. Fletcher & Viette, 1955
- Bocula limbata (Butler, 1888)
- Bocula lophoproctis Hampson, 1922
- Bocula macoma (Swinhoe, 1906)
- Bocula marginata (Moore, 1882)
- Bocula megastigmata (Hampson, 1894)
- Bocula metochrea Hampson, 1926
- Bocula microscala Holloway, 1976
- Bocula mollis Warren, 1912
- Bocula nigropunctata (Warren, 1912)
- Bocula nigrinsula Holloway, 2005
- Bocula obscurostola Holloway, 2005
- Bocula ochrigramma Hampson, 1926
- Bocula odontosema Turner, 1909
- Bocula orthosiana (Swinhoe, 1885)
- Bocula padanga (Swinhoe, 1916)
- Bocula pallens (Moore, 1882)
- Bocula poaphiloides (Walker, 1864)
- Bocula quadrilineata (Walker, 1858)
- Bocula samarinda Holloway, 2005
- Bocula sejuncta (Walker, 1856)
- Bocula sticticraspis Hampson, 1926
- Bocula terminata (Walker, 1869)
- Bocula tuhanensis Holloway, 1976
- Bocula undilineata Warren, 1912
- Bocula wuyiensis J.B. Sun, H.Q. Hu & H.L. Han, 2008
- Bocula xanthostola Hampson, 1926